# Explorers Club
Az Explorers Club amerikai progresszív rock/progresszív metal supergroup, amely 1997-ben alakult. Az együttest a progresszív rockot játszó Magellanból ismert Gardner testvérek hozták létre. Trent Gardner és Wayne Gardner mellett az együttesben olyan zenészek fordultak meg, mint James LaBrie, Derek Sherinian, John Petrucci, Billy Sheehan, James Murphy, Steve Howe, Terry Bozzio vagy Marty Friedman. Az együttes első albuma 1998-ban Age of Impact címmel jelent meg, zeneileg pedig az 1970-es évek klasszikus progresszívrock-együtteseinek a hatása keveredett a progresszív metal súlyosabb megközelítésével. A második, egyben utolsó album 2002-ben Raising the Mammoth címmel jelent meg, melyet elődjéhez hasonlóan szintén a Magna Carta Records adott ki. A második anyag már nem kapott annyi pozitív kritikát, mint elődje, ami valószínűleg annak volt a következménye, hogy a közel egyórás albumra mindössze két szerzemény került fel.

## Diszkográfia

### Nagylemezek
- Age of Impact (1998)
- Raising the Mammoth (2002)